# Palmer Brown
Palmer Brown, född 1920 i Chicago, död 13 april 2012, var en amerikansk barnboksförfattare och illustratör.
Han studerade vid Swarthmore College och tog sin mastersexamen vid University of Pennsylvania.
Under andra världskriget tjänstgjorde Brown som major i amerikanska flygvapnet.